# Boston Celtics
Boston Celtics so košarkarski klub s sedežem v Bostonu, Massachusettsu. Igra v atlantskem oddelku Vzhodne konference v NBA. Njen lastnik je Wycliffe Grousbeck, trener pa Doc Rivers z Dannyjem Aingejem kot predsednikom košarkarskih operacij. Ustanovljeno leta 1946, so s svojimi 17 osvojenimi prvenstvi najboljši od drugih NBA franšiz. Njihovo največje prevladovanje je prišlo od leta 1957 do leta 1969, z osvojenimi 11 prvenstvi v 13 letih, in 8 zaporednih, so postali najboljša zaporedna Severno ameriška profesionalna športna ekipa. Trenutno igrajo na domačem igrišču TD Garden.

## Dvorane
- Boston Arena (1946)
- Hartford Civic Center (1975–1995) – občasno ga uporabljajo za domače tekme
- TD Garden (1995–?) – znan tudi kot Fleet Center (1995–2005)

## Osebje
Lastnik:
- Danny Ainge

Igralci:
- Brandon Bass
- Avery Bradley
- Jason Collins
- Kevin Garnett
- Jeff Green
- Kris Joseph (Novinec)
- Courtney Lee
- Fab Melo (Novinec)
- Paul Pierce (Kapetan)
- Rajon Rondo
- Jared Sullinger (Novinec)
- Jason Terry
- Chris Wilcox

Trener:
- Doc Rivers

Pomočniki trenerja:
- Kevin Eastman
- Armond Hil
- Mike Longabardi
- Tyronn Lue
- Jamie Young

Atletski trener:
- Ed Lacerte

Kondicijski trener:
- Bryan Doo